# Chasminodes harutai
Chasminodes harutai là một loài bướm đêm trong họ Noctuidae.